# کنستانس جابلونسکی

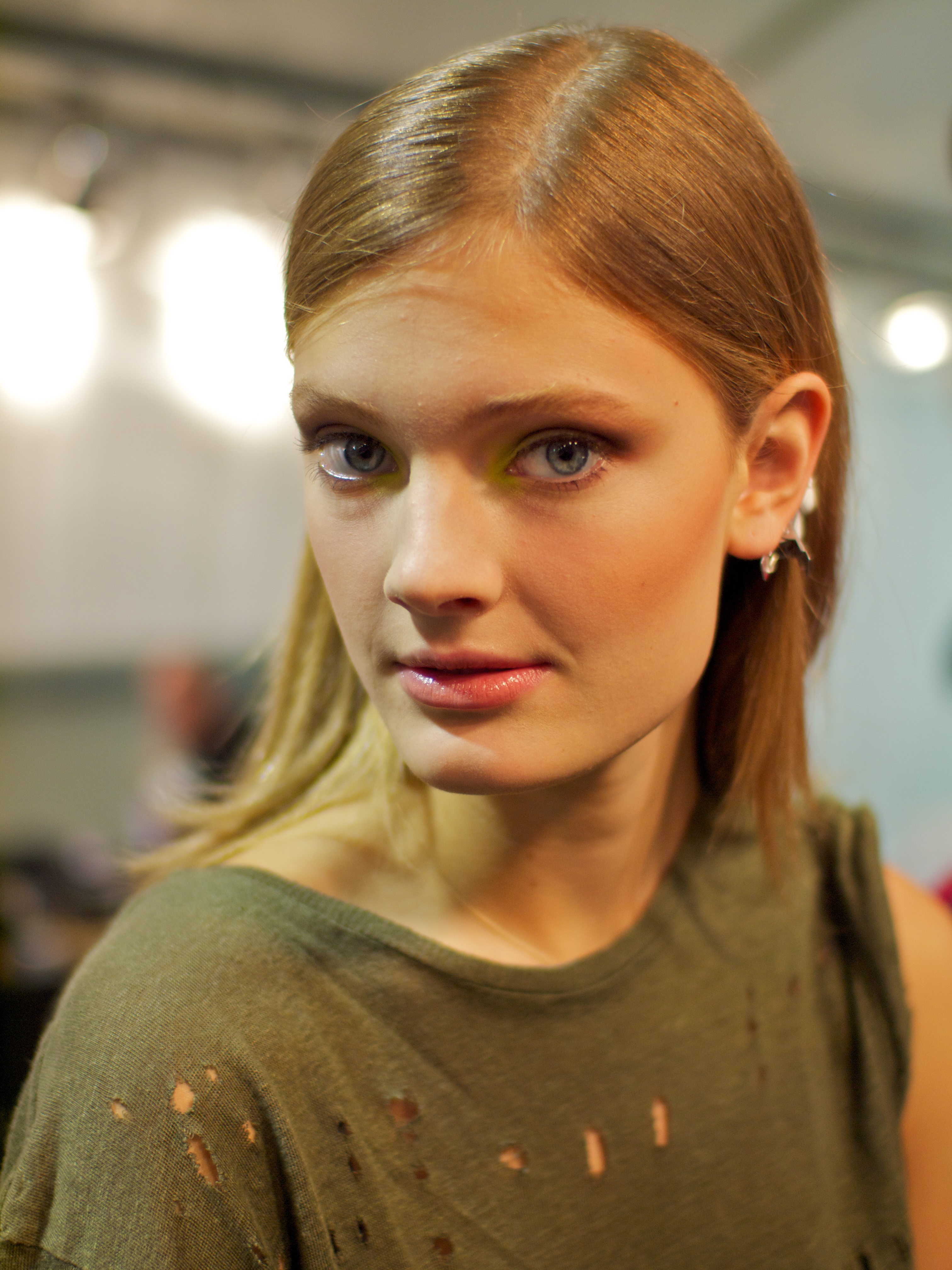
کنستانس جاپلونسکی؛ مدل فرانسوی

کنستانس جابلونسکی متولد ۱۷ آوریل ۱۹۹۱ در شهر لیل، یک مدل فرانسوی است.

## زندگی‌نامه
کنستانس جابلونسکی درشهر ویمی، در پاس دو کاله متولد شد. وی‌تبار لهستانی است.
وی در مدرسه ابتدایی «سنت ترز در ویمی، در کالج سنت آیده در لنز و در نهایت در دبیرستان خصوصی سن پل تحصیل نمود». وی قبل از اینکه مدل بشود. قصد داشت دامپزشک شود. برادر او، فرانسوا-خاویر، او را تشویق نمود تا در مسابقه مدل نگاه نخبگان شرکت نماید. که در سال ۲۰۰۶ پیروز شد. ۲ سال بعد، پس از اخذ مدرک لیسانس علمی، اولین قراردادهای خود را امضا کرد.

### حرفه
در طول فصل بهار/تابستان ۲۰۰۹، او شروع به راه رفتن برای برندهای لنوین، گ. چی، دیان فون فورستنبرگ، ایلی صعب و مارنی بین پاریس، میلان و نیویورک کرد.
در سال ۲۰۰۹، کنستانس جابلونسکی برای کمپین دولچه گابانا در برابر لنز ماریو تستینو ژست گرفت. در آگوست همان سال، ویکتور دمارشلیه برای مجله ووگ پاریس در کنار شارلوت دی کالیپسو، سیگرید آگرن و ماتیلد فراشون در مجموعه‌ای که به مدل‌های جدید فرانسوی اختصاص داشت، عکس گرفت. ; وی چند باری با این عکاس کار خواهد نمود، به اختصاص برای لایه هارپرز بازار استرالیا، یا برای ووگ ژاپن.
کنستانس جابلونسکی در پویش پاییز/زمستان ۲۰۰۹–۲۰۱۰ چزاره پاچیوتی آشکار می‌شود. در طول هفته نمایش مد در پاریس، در مارس 2010، وی در مستند دختران مد روز شرکت نمود. ; این یکی شما را به پشت صحنه زندگی پنج مدل می‌برد: کنستانس یابلونسکی، ساشا پیووارووا، فرجا بها، ناتاشا پلی و سسیلی لوپز.
کنستانس جابلونسکی با تبدیل شدن به یکی از موزه‌های تبلیغاتی در خانه هرمس و با قفل کردن فشن شو بهار/تابستان ۲۰۱۰ از طریق پل اسمیت انگلیسی در لندن به رشد خود ادامه می‌داد.
در سال ۲۰۱۰، وی چهره جدید برند لوازم آرایشی استی لادر
در سال ۲۰۱۴، وی در کنار بازیگر جیمی دورنان برای برند ایتالیایی هوگان حرکات نمود.
از سال ۲۰۱۰ تا ۲۰۱۵، وی برای برند آمریکایی لباس زیر زنانه ویکتوریا سیکرت گام برداشت.
در سال ۲۰۱۵، او چهره جدید برند فیلچرهای باشکوه است.
وی در طول زندگی حرفه‌ای خود، مجلات ووگ (برزیل، چین، آلمان، کره، مکزیک، پرتغال، یونان، اسپانیا، روسیه، ترکیه)، مادام فیگارو، لوئی، نومرو، ال، هارپرز بازار، راش، گلامور، دبلیو و همچنین را پوشش داد. در صفحات ماری کری, آلو, ونتی فر،  اینتروویو, وی مجله و ای دی ظاهر می‌شود.
وی از سال ۲۰۱۶ به عنوان چهره برند لباس زیر و الباسه‌های زیر اتام فعالیت می‌نمود..

### زندگی خصوصی
از سال ۲۰۱۸، کنستانس جابلونسکی با قهرمان جهان بی ام ایکسماتیاس داندویس مرتبط بودند.

## کمپین‌ها و پوشش‌های تبلیغاتی

### کمپین‌های تبلیغاتی آن
گپ اینکورپویتد، آلبرتا فرتی، فیلچرهای باشکوه، دولچه گابانا، جوزفین استه لودرLauder، هرمس، موسکینو، سوفیا، اچ اند ام، بنتون، سزار پاچیوتی، تاپ شاپ، یو-۳، مکس مرا، Donna Karan، سیستم، بارنی، هوگان و دیگران.

### جلد مجلاتش
- ووگ روسی (مارس ۲۰۱۱)
- ووگ اسپانیایی (فوریه ۲۰۱۱)
- ووگ کره ای (نوامبر ۲۰۱۰)
- ووگ آلمانی (سپتامبر ۲۰۱۰، مارس ۲۰۱۱)
- Vogue Greece (ژوئیه ۲۰۱۰، اکتبر ۲۰۱۰)
- ووگ چینی (فوریه 2010)[۷]
- ووگ پرتقالی (مه 2009)[۸]
- عدد (اکتبر ۲۰۱۰)
- ماری کلر (مارس ۲۰۱۵)
- او (اکتبر ۲۰۱۶)